# Dosu Luncii
Dosu Luncii falu Romániában, Erdélyben, Fehér megyében. Közigazgatásilag Alsóvidra községhez tartozik.

## Fekvése
Alsóvidra közelében fekvő település.

## Története
Dosu Luncii egyike az Erdélyi-középhegység Alsóvidrához tartozó, a domboldalakon elszórtan fekvő , pár házból álló apró mócok lakta falvainak,[forrás?] mely korábban Alsóvidra része volt. 1956 körül vált külön településsé 158 lakossal. 1966-ban 181, 1977-ben 169, 1992-ben 56, a 2002-es népszámláláskor pedig 28 román lakosa volt.